# Paul Henri Mallet

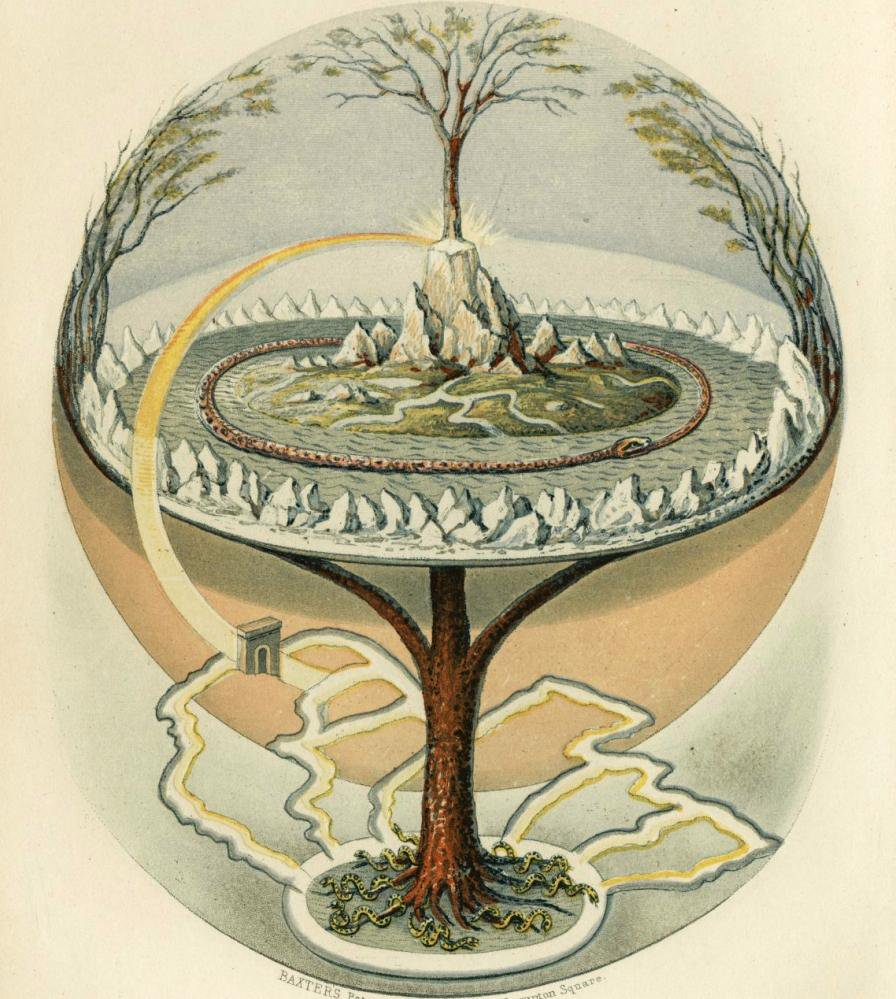
Yggdrasil, en illustration i den engelska utgåvan av Mallets verk om Edda, Northern antiquities, 1770.

Paul Henri Mallet, född 20 augusti 1730 i Genève, död där 8 februari 1807, var en schweizisk historiker som var betydelsefull för att introducera nordisk mytologi för en europeisk läsekrets. Han blev 1752 professor i fransk litteratur i Köpenhamn och därefter lärare för kronprins Kristian, som senare blev kung Kristian VII. Av hälsoskäl blev han 1762 tvungen att återvända till Genève, där han blev professor i historia. 1753-1758 deltog han i utgivandet av en fransk månadsskrift, Mercure danois, där han skrev om danska förhållanden. Han gjorde även det första försöket till en ordnad beskrivning av Nordens tillstånd under forntiden och av den nordiska mytologin genom Introduction à l'historie de Dannemarc (1755, utgavs i en engelsk bearbetning av Thomas Percy som Northern antiquities 1770) och Monuments de la mythologie et de la poésie des celtes et particuliérement des anciens scandinaves (1756). Han skrev en omfattande Histoire de Dannemarc i tre band (1758-1777, översättning på tyska gavs ut 1766-1779), som behandlade tiden till enväldets införande (1660).
Mallets böcker hade en stor betydelse för hur Norden kom att uppfattas i övriga Europa.